# 이세국

이세 국

이세국(일본어: 伊勢国 이세노쿠니[*])은 고대 일본의 지방행정구분의 하나로서 도카이도(東海道)에 설치된 일본의 옛 구니(國)이다.
지금의 미에현 중앙의 대부분에 해당한다.

## 명칭의 유래
어원은 「이로세(伊呂勢)」에 있는데, 이즈모(出雲)의 분파로서의 기능에서 발달했다는 설과, 바다에 가깝다는 데서 「이소(イソ)」라는 단어가 전음된 것이라는 설도 있다. 세이슈(勢州)라고도 한다.

## 연혁
《일본서기》 등에는 야마토히메노 미코토(倭姬命) 전설에서 우마시 국(美し国)이라고 칭한 것이 보인다.
《이세 국 풍토기(伊勢國風土記)》에 따르면, 진무동정(神武東征) 신화에서 나라를 양도했다는 구니쓰카미(國つ神, 즉 토착 세력) 이세쓰히코(イセツヒコ)의 이름 「이세(イセ)」에서 어원을 찾고 있다. 야마토 정권의 세력이 이곳에까지 미쳤음을 신격화한 것으로 여겨진다.
7세기 고토쿠 천황의 시대에, 시마즈노 구니노미야쓰코(島津國造), 이가노 구니노미야쓰코(伊賀國造)의 영역까지 포함한 이세노 구니노미야쓰코(伊勢國造)의 영역을 중심으로 이세 국이 성립되었다.
덴무 천황 9년(680년) 7월에 이가국이 갈라져 나왔는데, 8세기에는 최초로 시마 국(志摩國)이 다시 분립되었다(그 정확한 시기는 알 수 없다). 분립 초에는 구마노나다(熊野灘)에 가까운 연안부, 지금의 미나미이세정에 해당하는 지역과, 다이키정의 일부 지구가 시마 국에 속하게 되지만, 훗날 슈고(守護) 하타케야마 씨(北畠氏) 집안에 의해 이세 국으로 옮겨지게 된다.

## 내부 시설

### 고쿠후(國府)
이세 국의 고쿠후는 스즈카 군(鈴鹿郡)의 히로세(廣瀨)에 있었는데, 지금의 스즈카시 히로세 정(広瀬町) 조자야시키(長者屋敷)에 해당한다. 그 전까지는 같은 시의 고쿠후 정(國府町)을 이세 국의 고쿠후로 추정해왔으나, 1957년 히로세 정의 초자야시키 유적 발굴로 초기 군단(軍團)의 흔적으로 추정되는 유적이 조사되고, 1986년에는 이것이 고쿠후의 터로 추정되기에 이르렀다. 1993년의 조사에서 이곳이 정청(政廳) 터임이 확인되었다.

### 고쿠분지(國分寺)・고쿠분니지(國分尼寺)
- 이세 고쿠분지

고쿠분소지(國分僧寺)는 지금의 스즈카 시 고쿠분 정(國分町)의 니시다카키(西高木)에 있었다.
- 이세 고쿠분니지

고쿠분지와 마찬가지로 고쿠분 정 미나미우라(南浦)에 있었던 것으로 추정된다. 자세한 것은 알 수 없다.
고쿠분지・고쿠분니지 옆에는 미나미우라 폐사지가 있는데, 세 개의 사원이 서로 근접해 있다.

### 신사(神社)
엔기시키 나이샤(延喜式內社)
《엔기시키 신명장(延喜式神名帳)》에는 이세 국에 대사(大社) 18좌(座) 9사(社)・小소사(小社) 235좌 223사로 모두 253좌 232사가 기재되어 있다. 대사 9사는 다음과 같다.
- 와타라이 군(度會郡)
  - 다이진구(太神宮) 3좌
  - 아라마쓰리 궁(荒祭宮)
  - 미타기하라 궁(滝原宮)
  - 이자나기 궁(伊佐奈岐宮) 2좌
  - 쓰쿠요미 궁(月読宮) 2좌
  - 와타라이 궁(度會宮) 4좌
  - 다카 궁(高宮)
- 이치시 군(壹志郡)
  - 아사카 신사(阿射加神社) 3좌(미에 현 마쓰사카시) - 명신대사(名神大社)
  - 구와나 군(桑名郡)
  - 다토 신사(多度神社) - 지금의 다토 다이샤(多度大社). 미에 현 구와나시 소재. 명신대사

이 가운데 와타라이 군의 7사는 신궁(神宮), 즉 이세 신궁과 관련된 신사이다.
소자(総社)・이치노미야(一宮) 이하
이세 국에서도 가장 유력한 신사는 이세 신궁이지만, 이것은 일본국 전체를 진수(鎭守)하는 것으로서 이세 국만의 이치노미야는 되지 못한다.
- 소쟈: 미상
  - 이나부 신사(伊奈富神社) - 스즈키 시 이노우 정(稲生町) 소재. 고쿠후와 가까이 있어 사실상의 총사로서 기능했을 것으로 여겨진다.
  - 소쟈대명신(惣社大明神) - 지금의 미야케 신사(三宅神社). 그 전까지 소쟈로 여겨져온 곳이나, 이 신사의 창건 연대는 중세까지 올라갈 수 있는지에 대해서도 확실하지 않다.
- 이치노미야 - 원래는 「쓰바키 궁(椿宮)」이었다고 여겨지나 훗날 「진구(チングウ)」라 읽는 신수를 피하기 위해 「춘궁<쓰와기 신사都波岐神社>」로 쓰게 되었고, 다른 쓰와기 신사와 혼동하게 된 것으로 보인다.
  - 쓰바키 오오가미 신사(椿大神社) - 스즈카 시 야마모토 정(山本町) 소재. 야마모토 신주(神主) 집안이 소장한 《대반야경(大般若經)》의 오서(奧書)에는 「메이토쿠(明德) 2년 신미 5월 19서(書) 사료(寫了)」, 「받들어 이치노미야 야마모토 쓰바키 대명신(山本椿大明神)께 바친다(奉施入一宮山本椿大明神)」고 한 것이 최초로 보이는 것이지만, 후자의 경우 후세에 가필되었을 가능성이 있다. 그런 점에서 《유취기험초(類聚既驗抄)》에 보이는 「쓰바키 궁」이 최초로 보이는 사례이다.
  - 쓰바키 신사 - 스즈카 시 이치노미야 정(一の宮町) - 《대일본국이치노미야기(大日本国一の宮記)》에는 「쓰바키 신사는 사루타히코노카미다. 이세 가와와 군이다(都波岐神社猿田彦神也伊勢河曲郡)」로 되어 있다.
- 니노미야(二宮) 다토 신사(多度神社) - 구와나 시(桑名市) 다도 정(多度町) 소재. 《유취기험초》에는 「신라쿠 대보살(信樂大菩薩)은 니노미야이며 다도 명신(多度明神)이다(信樂大菩薩二宮也. 多度明神也).」라고 기록한 것이 최초이다. 다만 다도 신사를 니노미야라고 한 사료는 이것이 유일하며, 오히려 다른 사료를 참조할 때 이세 국 신사의 필두로서 사실상의 이치노미야였을 가능성이 있으나 실제 다토 신사를 이치노미야라 칭한 사료는 없다.

산노미야(三宮) 이하는 없다.

## 군
- 구와나군(桑名郡)
- 이나베군(員弁郡)
- 아사케군(일본어판)(朝明郡)
- 미에군(三重郡)
- 스즈카군(일본어판)(鈴鹿郡)
- 가와와군(일본어판)(河曲郡)
- 안키군(일본어판)(奄芸郡)
- 아노 군 (이세 국)(일본어판)(安濃郡)
- 이치시군(일본어판)(一志郡)
- 이이타카군(일본어판)(飯高郡)
- 이이노군(일본어판)(飯野郡)
- 다키군(多気郡)
- 와타라이군(度会郡)

## 같이 보기
- 이세시
- 이세 (전함)
- JS 이세 (DDH-182)